# Hamlin (Kansas)
Hamlin es una ciudad ubicada en el de condado de Brown en el estado estadounidense de Kansas. En el año 2010 tenía una población de 46 habitantes y una densidad poblacional de 335 personas por km².

## Geografía
Hamlin se encuentra ubicada en las coordenadas 39°54′58″N 95°37′39″O / 39.91611, -95.62750 (39.916094, -95.627632).

## Demografía
Según la Oficina del Censo en 2000 los ingresos medios por hogar en la localidad eran de $27,500 y los ingresos medios por familia eran $34,375. Los hombres tenían unos ingresos medios de $18,750 frente a los $46,250 para las mujeres. La renta per cápita para la localidad era de $14,813. Alrededor del 0% de la población estaban por debajo del umbral de pobreza.